# Lipniki (rejon dokszycki)
Lipniki (biał. Ліпнікі; ros. Липники) – wieś na Białorusi, w obwodzie witebskim, w rejonie dokszyckim, w sielsowiecie Berezyna. W 2019 roku była niezamieszkana.